# Фосбери, Дик
Ри́чард Ду́глас (Дик) Фо́сбери (англ. Richard Douglas "Dick" Fosbury, 6 марта 1947, Портленд, Орегон, США — 12 марта 2023, Солт-Лейк-Сити) — американский прыгун в высоту, чемпион летних Олимпийских игр 1968 года. Изобретатель современного способа прыжка в высоту, ныне известного как фосбери-флоп.
Дик Фосбери был президентом Всемирной ассоциации олимпийцев и членом Клуба чемпионов международной миротворческой организации «Мир и спорт», базирующейся в Монако.

## Биография
Родился в Портленде (Орегон) и вырос в Медфорде в этом же штате. Отец, Даг, — водитель лесовоза, мать, Хелен (урождённая Чайлдерс), работала секретаршей в Медфорде и выступала с концертами как пианистка. Дик рос высоким, но обладал хрупким телосложением и был отчислен из школьных команд по баскетболу и футболу, прежде чем серьёзно заняться лёгкой атлетикой.
Классический стиль прыжка в высоту с перемахом двумя ногами оказался для юноши неудобным, мешая показывать хорошие результаты на школьных соревнованиях, и он, работая над индивидуальной техникой прыжка, всё сильнее сдвигал тело вбок, пока в конечном итоге не начал прыгать спиной к планке. В рамках этой техники его туловище в момент пролёта над планкой было параллельно земле, а ноги — перпендикулярны. Завершая прыжок, Фосбери подбрасывал ноги вверх, перенося их над планкой, и приземлялся на плечи и шею лицом вверх. Как отмечал Чарльз Дюмас, ведущий прыгун 1950-х годов, эта техника не могла родиться в его время, когда прыгуны приземлялись в яму с песком или опилками, так как они рисковали бы сломать шею. Однако к концу 1960-х годов на смену яме пришли маты с наполнением из вспененной резины, обеспечивавшие мягкое приземление на спину.
К моменту окончания школы стиль Фосбери получил собственное название — «флоп», после того как в местной газете появилась фотография прыжка с подписью «Fosbury Flops Over Bar» (с англ. — «Фосбери плюхается через планку»). В выпускном классе Фосбери занял второе место на чемпионате штата Орегон 1965 года с результатом 6 футов 5,5 дюйма (197 см).
Атлетические достижения позволили Фосбери получить стипендию на образование в Университете штата Орегон, где он учился на инженера. Тренер университетской сборной пытался убедить его вернуться к классической технике прыжка, но после того как год занятий не принёс ожидаемых результатов, Фосбери снова начал использовать свой собственный способ. В 1967 году он побил рекорд университета, преодолев планку на высоте 2 м 8 см, после чего его уже не пытались переубедить в верности выбранного решения.

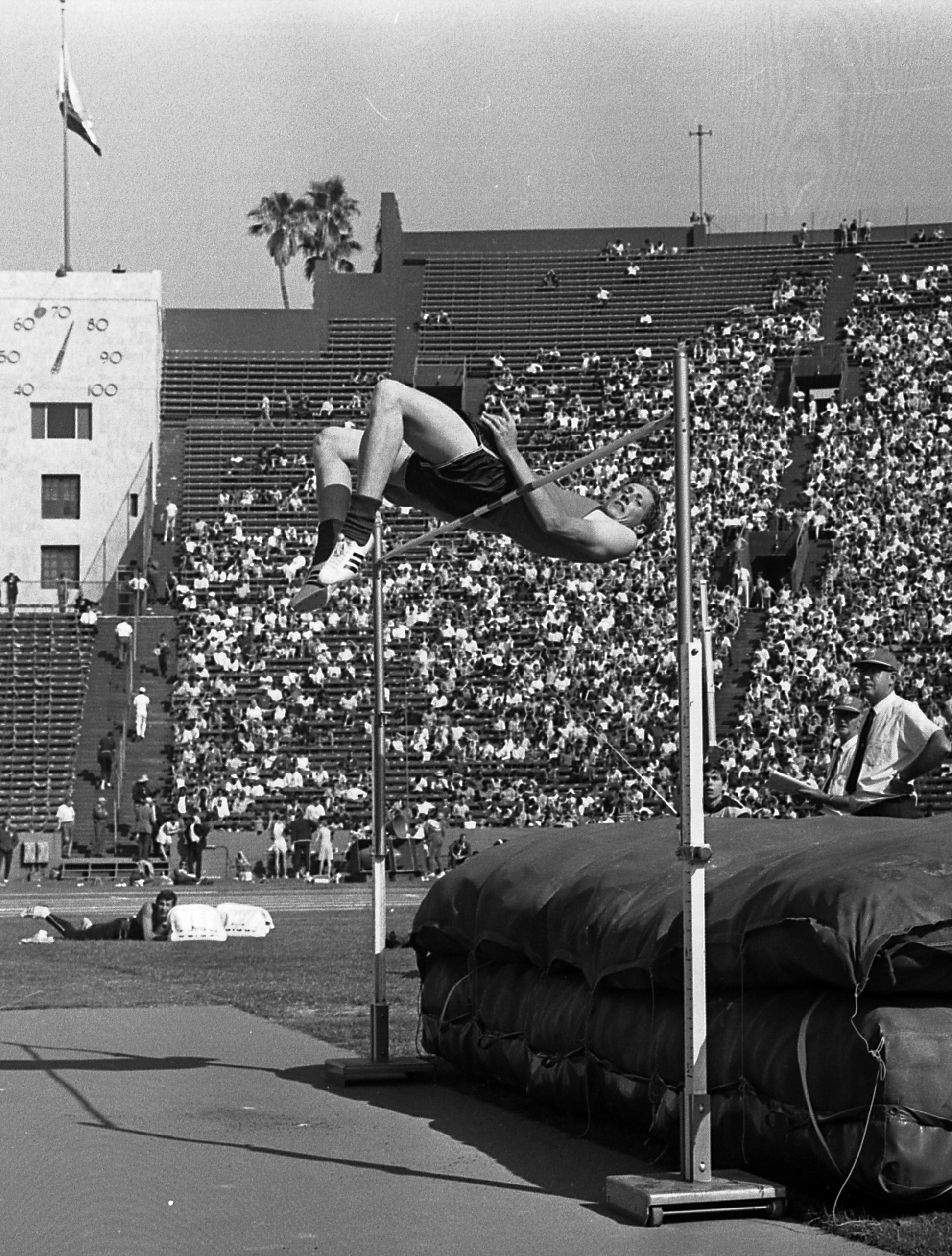
Фосбери на олимпийском отборе 1968 года

В 1968 году Фосбери выиграл сначала зимний, а затем летний чемпионат NCAA, на последнем показав результат 7 футов 2,5 дюйма (220 см). После этого он победил на национальном отборе к Олимпийским играм в Мехико. Однако руководство американского МОК, опасаясь, что необычная техника Фосбери не сработает в условиях мексиканских гор, организовало повторный отбор, проходивший на больших высотах над уровнем моря. В итоге Фосбери сумел отобраться в сборную и в этих условиях, хотя из трёх прыгунов, попавших в команду, оказался последним: все трое взяли высоту 2 м 20 см, но Фосбери потратил на это больше попыток. На самой Олимпиаде он, однако, преодолевал планку на всех высотах вплоть до 2 м 22 см с первой попытки, а затем установил новый олимпийский рекорд, взяв высоту 2 м 24 см. Для того, чтобы побить мировой рекорд, составлявший 2 м 28 см и принадлежавший Валерию Брумелю, американцу трёх попыток не хватило.
В 1969 году Фосбери завоевал свой второй титул чемпиона NCAA. Он больше не показывал результатов, сравнимых с успехом в Мехико, и не сумел пробиться в состав национальной сборной перед следующими Олимпийскими играми. В 1973 году ненадолго присоединился к профессиональному легкоатлетическому туру, после чего завершил спортивную карьеру. Переехав в Кетчум (Айдахо), основал фирму, специализирующуюся на строительстве велосипедных и беговых дорожек. Позже разводил лошадей на ранчо в этом же штате. Фосбери также вёл занятия в легкоатлетических лагерях по всему миру, в том числе в серии лагерей, носивших его имя (Dick Fosbury Track Camps). Занимал пост вице-президента Олимпийской ассоциации США, баллотировался в Конгресс от Демократической партии. С 2011 по 2019 год был президентом некоммерческой Всемирной ассоциации олимпийцев. В конце жизни работал инженером ПГС (промышленного и гражданского строительства).
Был трижды женат, первые два брака окончились разводом. В 2008 году у Фосбери была диагностирована лимфома в районе нижних позвонков, но после операции и химиотерапии он пришёл в себя. Умер в марте 2023 года в возрасте 76 лет, оставив после себя третью жену, Робин Томази, сына Тома и двух приёмных дочерей от второго брака.

## Наследие
Прыгуны в высоту пытались разрабатывать приёмы, схожие с фосбери-флопом, и ранее. Так, на фотографии 1963 года прыжок в аналогичном стиле выполняет спортсмен из Монтаны Брюс Куанд, а к 1970 году собственный способ прыжка применяла 17-летняя канадка Дебби Брилл, выигравшая с его помощью Игры Содружества. Однако до Олимпийских игр в Мехико флоп оставался достаточно малоизвестной техникой, и большинство соперников Фосбери на Олимпиаде видели только фотографии в момент прыжка. На самих Играх эта техника произвела сенсацию, вызвав восторг у публики и внимание специалистов. На Олимпийских играх 1972 года 28 из 40 участников состязаний в прыжках в высоту уже использовали схожую технику, преодолевая планку спиной вниз. В 1973 году мировой рекорд в прыжках в высоту был впервые улучшен с применением техники «флоп» — это достижение принадлежало соотечественнику Фосбери Дуайту Стоунзу. На Олимпийских играх 1980 года эту технику использовали 13 из 16 финалистов в прыжках в высоту.
В 1981 году имя Фосбери было включено в списки Национального зала славы лёгкой атлетики, а в 1992 году — в списки Зала олимпийской и паралимпийской славы США.

## В культуре
В 2015 году шведский диджей и продюсер Авичи выпустил музыкальное видео на песню «Broken Arrows», которое в общих чертах основано на истории Фосбери о прыжках в высоту и личной жизни.